# عرفان علی
عرفان علی (انگلیسی: Irfaan Ali؛ زادهٔ ۲۵ آوریل ۱۹۸۰) سیاست‌مدار هندی‌الاصل اهل گویان است. وی از ۲ اوت ۲۰۲۰ رئیس‌جمهور گویان است. وی نخستین رئیس‌جمهور مسلمان کشور گویان است.